# Землетрясение в Пуэбле (2017)
Землетрясение с магнитудой 7,1 Mw произошло в центральной части Мексики 19 сентября 2017 года в 13:14 по местному времени (18:14 UTC). Его эпицентр находился на глубине 51 км в 55 км к югу от города Пуэбла-де-Сарагоса и в 120 км от Мехико. Землетрясение произошло в 32-ю годовщину землетрясения в Мехико 1985 года, унёсшего жизни более 10 000 человек.
Землетрясение вызвало разрушения в штатах Пуэбла, Морелос и в агломерации Мехико. Погибли 370 человек и более 6000 получили ранения, разрушено более 40 зданий. В ходе спасательной операции из-под обломков было спасено 57 человек. В Ацициуакане во время мессы обрушилась церковь, погибли 15 человек. В муниципалитете Атсала во время обряда крещения обрушилась церковь XVII века, под обломками погибли 11 человек, включая младенца. 4,78 млн домовладений остались без электричества, но ни одна из электростанций не пострадала. Международный аэропорт Мехико на 3 часа прекратил свою работу.